# Rebordões
Rebordões es una freguesia portuguesa del concelho de Santo Tirso, con 5,72 km² de superficie y 3.559 habitantes (2001). Su densidad de población es de 622,2 hab/km².